# هولي هيل
هولي هيل (بالإنجليزية: Holly Hill)‏ هي مدينة أمريكية تقع في ولاية فلوريدا. تبلغ مساحة هذه المدينة 11.7 (كم²)،ويبلغ عدد سكانها 11659 نسمة حسب إحصاء سنة 2010 م 11659.تشير إحصاءات سنة 2000م بأن الكثافة السكانية في هذه المدينة تقدر بـ(auto) نسمة/كم2 

## أعلام
- لاري فلين